# Église Sainte-Marie de Madras
L’église Sainte-Marie (en Anglais : St. Mary's Church, en Tamoul : புனித மேரி தேவாலயம்) est un édifice religieux anglican sis dans l'enceinte du Fort Saint George, à Madras en Inde. C'est la plus ancienne église anglicane à l’est de Suez et également le plus ancien bâtiment britannique de l’Inde. L’église est communément appelée « L’Abbaye de Westminster de l’est » (en Anglais : Westminster Abbey of the East).

## Galerie

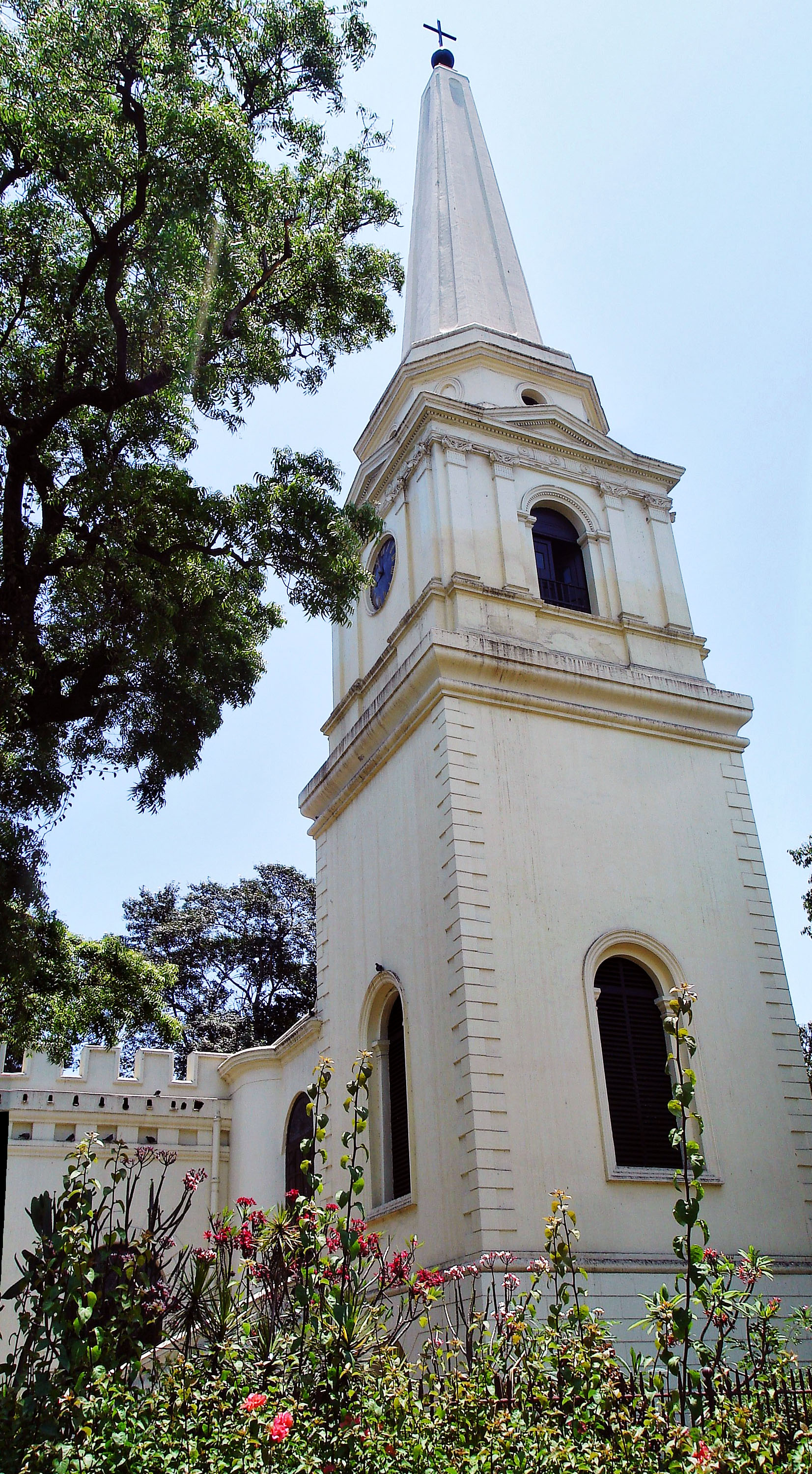
Le clocher de l'église de Sainte-Marie
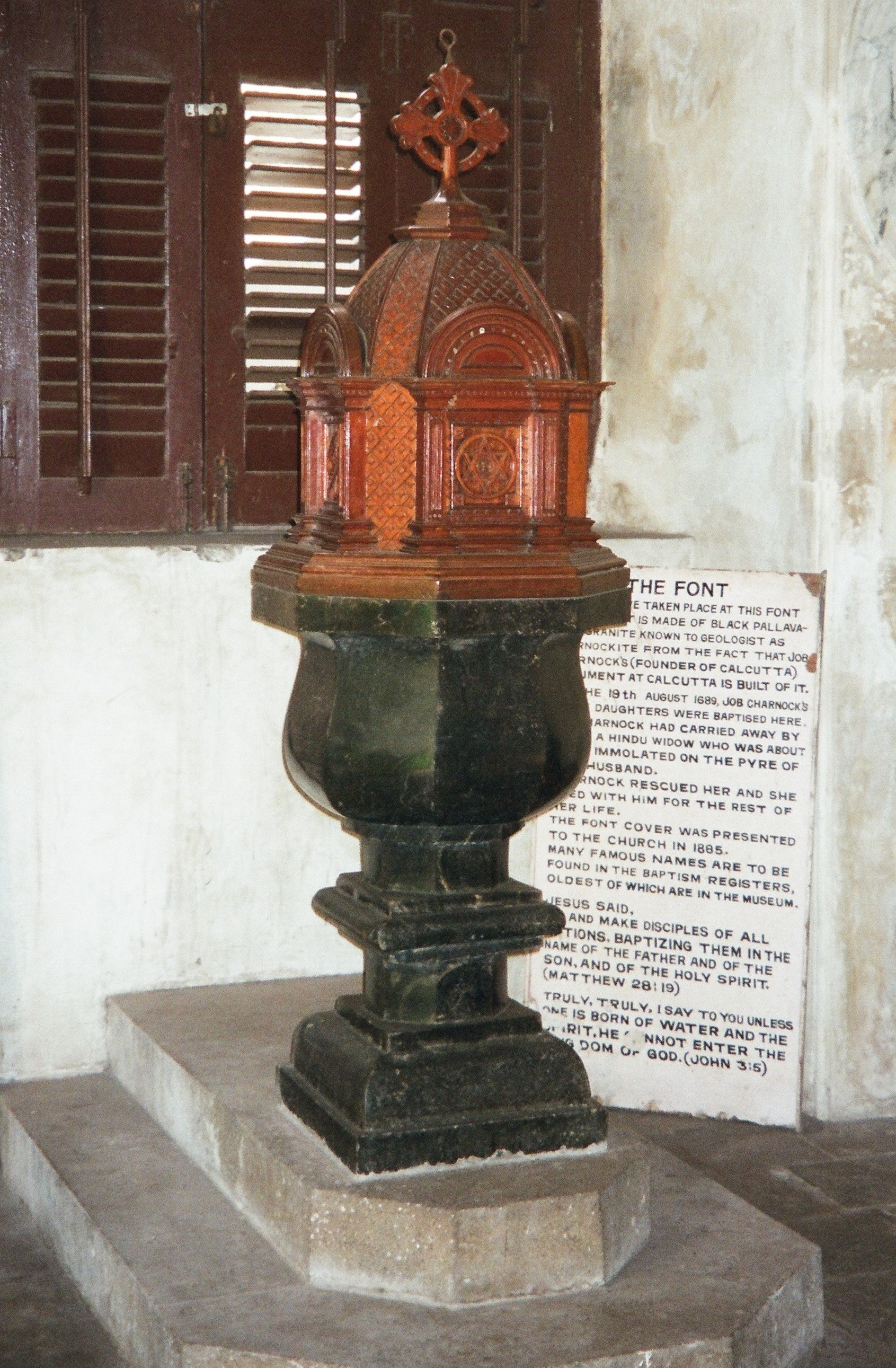
Fonts baptismaux de l'église

## Pour aller plus loin
- (en) "Madras 1922 Hand Book", Indian Science Congress, Madras Diocesan Press, Madras, 1921
- (en) "The Church in the Fort", St. Mary's Church, Church of South India, 2002
- (en) The Hindu Restoration work under way at St. Mary's Church
- (en) Madraspatnam's first church